# 히타치노미야 마사히토 친왕
히타치노미야 마사히토 친왕(일본어: 常陸宮正仁親王 히타치노미야 마사히토 신노[*], 1935년 11월 28일 ~ )은 일본의 황족이다. 쇼와 천황과 고준 황후의 2남 5녀 중 차남이자 여섯째 자녀로, 제125대 천황 아키히토의 남동생이다. 원래 궁호는 요시노미야(일본어: 義宮)였다. 2019년 현재 황위 계승 서열 3위이다. 조지 워싱턴 대학 명예박사, 미네소타 대학 명예박사 등의 학위를 가지고 있으며, 독일 암 학회 명예회원이기도 하다.
어린 시절에 소아마비를 앓았으며, 1958년에 가쿠슈인 대학 이학부 화학과를 졸업하고 도쿄 대학 대학원 이학연구과에서 연구생으로 지내며 동물학을 전공했다. 1964년 지금의 아내인 쓰가루 하나코와 결혼했으며, 결혼과 동시에 새로운 친왕가인 히타치노미야를 열어 마사히토 내외는 "히타치노미야"라는 궁호를 얻게 되었다. 그러나 하나코 친왕비와의 사이에서는 자식을 얻지 못했다.
암 연구를 계속하여, 1969년부터 재단법인 일본 암연구회 암 구소의 객원 연구원으로 일하고 있으며, 2001년 1월에 암연구회 명예총재가 되었다.